# Адана
Адана (тур. Adana) је град у Турској у вилајету Адана. Адана је смештена недалеко од Средоземља у врло плодном низинском подручју. Према процени из 2009. у граду је живело 1.529.302 становника.
Инострани инвестициони магазин прогласио је Адану и њену покрајину једном од 25 европских регија будућности за 2006/2007. Изабрана за подручје Турске заједно са регијом Коџаели, Адана је остварила највећи број бодова за ценовну ефикасност (за разлику од Коџаелија, који има знатно развијенију инфраструктуру), док су обе покрајине једнако добро прошле што се тиче људских ресурса и лакоће живљења.
НАТО-ова ваздухопловна база Инџирлик се налази 12 километара источно од града.

## Географија
Адана је смештена на југу земље, јужно од Тауруса, 40-ак km удаљена од Средоземног мора. Околна регија је врло плодна, а кроз њу протиче река Сејхан, на чијој се десној обали налази историјско средиште Адане. Важност Адане произлази из њеног положаја улазних врата у Сукурова (Киликијску) равницу, чија је земља вероватно најплоднија и најпродуктивнија у том делу света (са источне стране Тауруса). Адана је некада била важна само због пољопривреде.
Са исходиштем у Адани, прелазећи преко киликијске равнице у смеру запада, пут који пролази кроз Тарсус води у подножје планине Таурус, а затим кроз позната Киликијска врата (планински превој) на Анадолијску равницу.

## Историја
Налази са овога подручја показују како је локалитет био настањен још у доба палеолита.
Може се рећи да је градска историја дуга најмање 3.500 година. Град је директно или индиректно био предмет многих епских песама и легенди. Адана је поименце споменута у сумерском епу о Гилгамешу.
Историјски гледано, Адана је углавном била важна само као пољопривредно средиште, док је Тарсус био метропола овог подручја. Иако је Тарсус и данас важно регионално и историјско средиште, правом међународном метрополом која засењује суседне градове постала је Адана.

## Становништво
Према процени, у граду је 2009. живело 1.529.302 становника.
| 1980.   | 1990.   | 2000.     |
| ------- | ------- | --------- |
| 574.515 | 916.150 | 1.130.710 |

Већину становништва чине три народа: по отприлике трећину становништва представљају Арапи, Турци и са истока (Мардин, Урфа, Дијарбакир итд.) досељени Курди.

## Привреда

### Саобраћај
Железничка страница је једна од прометних чворова на Багдадској железничкој прузи. У близини града налази се међународна ваздухопловна лука.
Лаки метро је у изградњи од Хастане до Анкицилара.

## Партнерски градови
- Кордоба
- Скопље
- Санкт Петербург
- Ливорно
- Биршеба
- Шимкент
- Сапоро
- Улан Батор
- Џеда